# خانه اکبر هنر
خانه اکبر هنر مربوط به دوره قاجار است و در شیراز، محلهٔ گود عربان، خیابان لطفعلی خان زند، کوچه تریاکچی، پلاک ۱ واقع شده و این اثر در تاریخ ۸ مرداد ۱۳۸۱ با شمارهٔ ثبت ۶۰۵۳ به‌عنوان یکی از آثار ملی ایران به ثبت رسیده است.